# Gymnachirus nudus
Gymnachirus nudus är en fiskart som beskrevs av Kaup, 1858. Gymnachirus nudus ingår i släktet Gymnachirus och familjen Achiridae. Inga underarter finns listade i Catalogue of Life.